# F. R. David
F. R. David (vlastním jménem Elli Robert Fitoussi; * 1. ledna 1947 Menzel Bourguiba, Tunisko) je francouzský zpěvák tuniského původu.

## Kariéra
Počátkem 70. let byl členem francouzské rockové skupiny Les Variations. Jeho nejznámější skladbou je singl Words z roku 1982, jehož se celosvětově prodalo 8 milionů kopií a dosáhl první místa v žebříčcích několika evropských zemí, jakož i 2. místo v žebříčku UK Singles Chart na podzim roku 1983. Stal se tak 22. nejprodávanějším singlem ve Spojeném království roku 1983. Píseň je chytlavá, lehká balada se středním tempem s jemným, vysokým hlasem.

## Diskografie

### Alba
- Words (1982)
- Long Distance Flight (1984)
- Reflections (1987)
- Voices Of The Blue Planet (1998)
- Words - '99 Version (1999)
- The Wheel (2007)
- Numbers (2009)

### Kompilační alba
- Greatest Hits (1991)
- Best Of F.R. David (2000)

### Singly
- Words (1982)
- Pick Up The Phone (1982)
- Music (1983)
- I Need You (1983)
- Gotta Get A Move On (1983)
- Play A Little Game (1983)
- Rock Fame (1983)
- Sand Dunes (1983)
- Dream Away (1984)
- Sahara Night (1986)
- Do not Go (1987)
- Words '91 (1991)
- I'LL Try To Love Again (1992)